# ブルースターミュージック・ジャパン
ブルースターミュージック・ジャパン株式会社は、東京都渋谷区に本社を置く芸能事務所。

## 所属アーティスト・タレント
- 田辺大蔵
- 佐々木安雄
- 岡崎政巳
- 江川かおる